# Bernd Gentges
Bernd Gentges (* 12. Oktober 1943 in Bütgenbach) ist ein belgischer Politiker. Er war von 2004 bis 2009 Vize-Ministerpräsident der Deutschsprachigen Gemeinschaft und Minister für Aus- und Weiterbildung, Beschäftigung, Soziales und Tourismus. Gentges ist verheiratet und hat drei Kinder und acht Enkelkinder.

## Beruf
Nach einem Studium der Germanistik war Bernd Gentges von 1967 bis 1973 Lehrer am Eupener Robert-Schuman-Institut (damals STI), am Königlichen Athenäum in Eupen, an der Staatlichen Normalschule in Verviers und an der Staatlichen Fortbildungsschule Eupen. 1973 und 1974 fungierte er als Sonderbeauftragter im Kabinett des Vizepremierministers Willy De Clercq und saß als Berater im Kabinett des Innenministers.
Seit 1977 ist er zudem Geschäftsführer der Firma FEKA PGmbH in St. Vith. Von 1990 bis 1995 und von 1999 bis 2004 war Gentges Minister für Unterricht und Ausbildung, Kultur, Jugend und wissenschaftliche Forschung in der Regierung der Deutschsprachigen Gemeinschaft. Von 2004 bis 2009 gehörte Gentges der Regierung als Vize-Ministerpräsident und Minister für Ausbildung und Beschäftigung, Soziales und Tourismus an.

## Politische Laufbahn (Auszug)
- 1974–1979: Mitglied des Rates der deutschen Kulturgemeinschaft (RdK)
- 1984–1990: Fraktionsführer der Partei für Freiheit und Fortschritt (PFF) die zum Mouvement Réformateur gezählt wird im Rat der Deutschsprachigen Gemeinschaft und von 1983 bis 1991 deren Präsident.
- 1990–1995: Mitglied des Exekutivausschusses der französischsprachigen Partei PRL und Minister für Unterricht und Ausbildung, Kultur, Jugend und wissenschaftliche Forschung in der Regierung der Deutschsprachigen Gemeinschaft
- 1995–1999: Vizepräsident des Rates der Deutschsprachigen Gemeinschaft
- 1999–2004: Minister für Unterricht und Ausbildung, Kultur, Jugend und wissenschaftliche Forschung in der Regierung der Deutschsprachigen Gemeinschaft
- 2004–2009: Vize-Ministerpräsident und Minister für Ausbildung und Beschäftigung, Soziales und Tourismus in der Regierung der Deutschsprachigen Gemeinschaft